# PGC 29381
PGC 29381 = NGC 3119? ist eine kompakte Galaxie vom Hubble-Typ C im Sternbild Löwe auf der Ekliptik. Sie ist rund 395 Millionen Lichtjahre von der Milchstraße entfernt.